# Andy Clyde
Andy Allan Clyde (* 25. März 1892 in Blairgowrie; † 18. Mai 1967 in Los Angeles, Kalifornien) war ein britischer Schauspieler und Komiker.

## Leben
Andy Clyde stammte aus Schottland, wo er als Sohn eines Theatermanagers auf Vaudevillebühnen und bei fahrenden Shows debütierte. Zu Beginn der 1920er Jahre ging er auf Einladung von James Finlayson in die USA. Dort war er im darauffolgenden Jahrzehnt einer der zahlreichen Komödianten, die bei Mack Sennett unter Vertrag standen. In den Mack Sennett Comedies trat er ab 1921 in zahllosen Charakterisierungen auf, mit denen er sich als einer der wandlungsfähigsten Darsteller des Studios erwies. Gelegentlich bildete er ein Duo mit dem Sennett-Star Billy Bevan, unter anderem im Kurzfilm Wandering Willies.
In der Tonfilmzeit spezialisierte er sich auf die Figur eines verschmitzten alten Kauzes mit Schnurrbart und Brille. Nach seinem Weggang von Sennett spielte er diese Rolle auch in einer Reihe kurzer Komödien für die Educational Pictures. Mit derselben Filmfigur setzte er seine Kurzfilm-Starkarriere ab 1934 über 20 Jahre lang für die Columbia Pictures fort, was ihn zum langlebigsten Komödienstar dieses Studios nach den Three Stooges machte. In den 1940er Jahren war er zudem der komische Sidekick California Carlson in der Filmserie um den Gentleman-Cowboy Hopalong Cassidy. Später war er beim Poverty-Row-Studio Monogram in der Reihe um Whip Wilson in ähnlicher Funktion aktiv, bevor er in den 1950er Jahren zur Stammbesetzung von Fernsehserien wie The Real McCoys oder Lassie zählte. Sein Gesamtschaffen umfasst nahezu 400 Film- und Fernsehrollen.
Clyde war mit einer der Bathing Beauties Mack Sennetts, Elsie Maud Tarran, verheiratet.

## Filmografie (Auswahl)
- 1921: On a Summer Day (Kurzfilm)
- 1921: A Small Town Idol
- 1928: Ships of the Night
- 1932: Beine sind Gold wert (Million Dollar Legs)
- 1933: Doras Pfannkuchen sind die besten (Dora’s Dunking Doughnuts, Kurzfilm)
- 1934: Novak liebt Amerika (Romance in Manhattan)
- 1934: The Little Minister
- 1935: Annie Oakley
- 1939: Drunter und drüber (It’s a Wonderful World)
- 1940: Abe Lincoln in Illinois
- 1940: Drei Männer aus Texas (Three Men from Texas)
- 1941: Todeskarawane (Doomed Caravan)
- 1941: Banditenjagd in Colorado (In Old Colorado)
- 1941: Piraten zu Pferde (Pirates on Horseback)
- 1941: Die Wölfe von Kansas (Wide Open Town)
- 1941: Araber, Beduinen und Betrüger (Outlaws of the Desert)
- 1942: This Above All
- 1942: All Work and No Pay (Kurzfilm)
- 1945: Eine Frau mit Unternehmungsgeist (Roughly Speaking)
- 1946: Das Vermächtnis (The Green Years)
- 1946: Karten, Kugeln, Banditen (Plainsman and the Lady)
- 1949: Whip Wilson schlägt zu (Crashing Thru)
- 1952: Im Wilden Westen (Death Valley Days, Fernsehserie, Folge 1x04)
- 1955: Postraub in Central City (The Road to Denver)
- 1955–1958: Rin Tin Tin (The Adventures of Rin Tin Tin, Fernsehserie, 4 Folgen)
- 1956–1957: Corky und der Zirkus (Circus Boy, Fernsehserie, 4 Folgen)
- 1956–1959: Fury (Fernsehserie, 3 Folgen)
- 1957: Mickey Mouse Club (The Mickey Mouse Club, Fernsehserie, 3 Folgen)
- 1957: Die Texas Rangers (Tales of the Texas Rangers, Fernsehserie, 2 Folgen)
- 1957–1963: The Real McCoys (Fernsehserie, 60 Folgen)
- 1958: Alle lieben Bob (The Bob Cummings Show, Fernsehserie, Folge 4x32)
- 1958, 1960: Der Texaner (The Texan, Fernsehserie, 2 Folgen)
- 1958, 1962: Rauchende Colts (Gunsmoke, Fernsehserie, 2 Folgen)
- 1959–1966: Lassie (Fernsehserie, 32 Folgen)
- 1960–1962: The Tall Man (Fernsehserie, 5 Folgen)
- 1961: The Andy Griffith Show (Fernsehserie, Folge 2x04)
- 1963: Dr. Kildare (Fernsehserie, Folge 2x34)
- 1964–1965: No Time For Sergeants (Fernsehserie, 8 Folgen)